# Sant'Andrea di Conza
Sant'Andrea di Conza è un comune italiano di 1 357 abitanti della provincia di Avellino in Campania.

## Geografia fisica
Il paese sorge in collina, a 660 metri sul livello del mare, lungo la valle del fiume Ofanto,  sul contrafforte che funge da confine tra la Campania e la Basilicata, lungo la S.S. n. 7, nelle immediate vicinanze di Conza della Campania (antica colonia romana).
Il territorio è altamente sismico ed il centro infatti è stato colpito dai terremoti del 1456, del 1694, del 1732 e del 1980.
Il territorio del comune ha un'estensione di 6,47 km2.

## Storia
Le radici di Sant'Andrea di Conza affondano nel primo medio evo allorquando il Conte Gionata di Balvano, nel 1161 donò la chiesa e il territorio del casale, con tutti i suoi abitanti, alla Mensa arcivescovile di Conza, di cui Sant'Andrea divenne feudo.
Il centro feudale ha seguito le vicende del territorio alternando la sua dipendenza ad antiche famiglie feudali alla Chiesa di Conza.
Fu feudo della Mensa arcivescovile di Conza, in seguito passò alla potente casata Gesualdo nel 1389,  indi alla famiglia Sinerchia che la tenne con titolo di Conte sino al 1485 anno in cui ne fu spogliata a seguito della partecipazione alla Congiura dei baroni.
In seguito passò alla Regia Camera e poi nuovamente alla Mensa arcivescovile di cui ha seguito le vicende storiche e amministrative fino all'abolizione della feudalità nel 1806. Nel 1861, durante l'esplosione del brigantaggio, venne occupata dagli uomini di Carmine Crocco, famoso brigante della Basilicata.
Il centro ha rivestito un ruolo religioso e culturale di rilievo nel circondario in quanto fu scelto in seguito come luogo di residenza dagli arcivescovi conzani, per le superiori condizioni di vita rispetto alla vicina Conza, i quali vi fecero edificare l'episcopio ed il seminario.

### Simboli
Lo stemma e il gonfalone sono stati concessi con DPR del 25 ottobre 2000.
Il gonfalone è un drappo di azzurro.
In precedenza il comune utilizzava nei propri atti un emblema in cui era raffigurata la croce di sant'Andrea dai cui bracci pendevano due pesci, il tutto posto sulla campagna con dei monti sullo sfondo.

## Monumenti e luoghi d'interesse
- Il Centro Storico con i suoi aspetti caratteristici e medievali e il Monumento ai Caduti.
- L'Episcopio, sede del Municipio - complesso architettonico del ' 500 nato come edificio vescovile restaurato dopo il terremoto del 1980.
- Il Convento di Santa Maria della Consolazione
- La Chiesa di San Michele che custodisce un bel coro ligneo e tele del Miglionico
- La Chiesa Madre di San Domenico, risalente al Settecento con una pregiata statua lignea del Beato Stefano Seno.
- Arco della Terra del 1753
- La Chiesa del Purgatorio
- La Fontana in Piazza Umberto I
- L'ex Fornace, raro esempio di archeologia industriale
- Il Mulino ad acqua risalente al Settecento
- la fonte in dialetto la font

## Società

### Evoluzione demografica
Abitanti censiti

## Economia
Un tempo era nota per la produzione di tessuti in lana, tra cui la ferlandina o felandina, piuttosto apprezzata nel regno di Napoli. Oltre all'agricoltura, in cui prevale la produzione dell'olio di oliva e dei cereali, è presente un artigianato tradizionale basato sulla lavorazione artistica della pietra e del ferro.

## Infrastrutture e trasporti

### Strade principali
- Strada statale 7 Via Appia.
- Strada statale 401 dell'Alto Ofanto e del Vulture.
- Strada provinciale 232: dalla Strada statale 7 Via Appia (S. Andrea di Conza) al confine con la provincia di Potenza.

## Amministrazione

### Sindaci
| Periodo | Periodo   | Primo cittadino      | Partito                             | Carica  | Note |
| ------- | --------- | -------------------- | ----------------------------------- | ------- | ---- |
| 1995    | 1999      | Maria Grazia Cicenia | centrosinistra                      | Sindaco |      |
| 1999    | 2009      | Valentino Bellino    | lista civica                        | Sindaco |      |
| 2009    | 2014      | Gerardo D'Angola     | lista civica                        | Sindaco |      |
| 2014    | 2019      | Gerardo D'Angola     | lista civica Insieme per continuare | Sindaco |      |
| 2019    | in carica | Gerardo D'Angola     | lista civica D'Angola               | Sindaco |      |

### Altre informazioni amministrative
Il territorio fa parte della Comunità montana Alta Irpinia e dell'Unione dei comuni Alto Ofanto.